# Philipp Wiesinger
Philipp Wiesinger (* 23. Mai 1994 in Salzburg) ist ein österreichischer Fußballspieler. Seine Stammposition ist linker Verteidiger, doch kann er auch auf den anderen Verteidigerpositionen eingesetzt werden.

## Karriere

### Verein
Wiesinger begann seine Karriere beim ASVÖ FC Puch. 2006 wechselte er in die Jugend des FC Red Bull Salzburg, bei dem er später auch in der Akademie spielen sollte. Im Mai 2012 debütierte er für die Amateure von Salzburg in der Regionalliga, als er am 28. Spieltag der Saison 2011/12 gegen den FC Pinzgau Saalfelden in der 90. Minute für Arif Sari eingewechselt wurde. Dies blieb sein einziger Saisoneinsatz.
Zur Saison 2012/13 wechselte er zum Regionalligisten USK Anif. Für Anif absolvierte er in jener Saison 25 Spiele in der Regionalliga. Zur Saison 2013/14 wechselte Wiesinger zum Zweitligisten FC Liefering, dem Farmteam des FC Red Bull Salzburg. Im September 2013 debütierte er in der zweiten Liga, als er am zehnten Spieltag jener Saison gegen die SV Mattersburg in der Startelf stand. Am darauffolgenden Spieltag erzielte er bei einem 4:2-Sieg gegen den SV Horn sein erstes Zweitligator. Bis Saisonende kam er zu 24 Einsätzen in der zweithöchsten Spielklasse, in denen er ein Tor erzielte.
In der Saison 2014/15 absolvierte er 31 Spiele für Liefering, in denen er ein Tor erzielte. Nach weiteren 14 Einsätzen in der Saison 2015/16 wechselte er im Jänner 2016 zum Ligakonkurrenten LASK. Dort kam er bis Saisonende verletzungsbedingt zu keinen Einsätzen. Dennoch wurde er im Mai 2016 von den Oberösterreichern fest verpflichtet. Sein Comeback nach mehrmonatiger Verletzungspause gab er im Oktober 2016 für die Amateure in der Regionalliga. Im selben Monat spielte er gegen den SC Wiener Neustadt schließlich auch erstmals für den LASK in der zweiten Liga. Bis Saisonende kam er zu zehn Einsätzen für die Profis und vier für die Amateure; mit den Profis stieg er zu Saisonende in die Bundesliga auf.
Nach dem Aufstieg debütierte er im September 2017 in der höchsten Spielklasse, als er am elften Spieltag der Saison 2017/18 gegen Red Bull Salzburg in der Startelf stand und in der 83. Minute durch Bruno ersetzt wurde. Bis Saisonende kam er zu 20 Einsätzen in der Bundesliga und zwei für die Amateure in der Regionalliga. Mit dem LASK hatte er sich in der Aufstiegssaison als Vierter für die Qualifikation zur UEFA Europa League qualifiziert, bei der man in der dritten Runde an Beşiktaş Istanbul scheiterte. Wiesinger kam jedoch in der Europa-League-Qualifikation nicht zum Einsatz. Im August 2018 erzielte er bei einem 2:1-Sieg gegen den SK Rapid Wien sein erstes Tor in der Bundesliga. In der Saison 2018/19 kam er zu 28 Einsätzen, in denen er drei Tore erzielte. Mit dem LASK beendete er die Saison als Vizemeister und nahm somit in der Saison 2019/20 an der Qualifikation zur UEFA Champions League teil. Dort besiegte man in der dritten Runde den FC Basel, scheiterte jedoch im Playoff am FC Brügge. Wiesinger kam in allen vier Spielen zum Einsatz.
Nach der Saison 2023/24 verließ er den LASK nach über acht Jahren. Im Anschluss wechselte er zur Saison 2024/25 zu den Amateuren des FK Austria Wien. Im August 2024 spielte er im ÖFB-Cup gegen den ASKÖ Oedt erstmals für die Profis der Wiener.

### Nationalmannschaft
Wiesinger kam im März 2015 gegen Katar zu seinem einzigen Einsatz für die österreichische U-21-Auswahl. Im November 2020 wurde er erstmals in den Kader der A-Nationalmannschaft berufen. Kurz darauf gab er sein Debüt im Nationalteam, als er in einem Testspiel gegen Luxemburg in der Startelf stand. In jenem Spiel erzielte er mit dem Treffer zum 3:0-Endstand auch prompt sein erstes Tor im ÖFB-Dress.